# Tongas distrikt
Tongas distrikt: Tonga är indelat i 5 administrativa distrikt (divisions). Dessa är i sin tur underdelade i 23 kommuner (districts). Vidare står det omtvistade externa området Minervareven under Tongas förvaltning.

## Divisioner
|   | Division  | Huvudstad  | Area (km²) | Invånare | Karta över Tonga. |
| - | --------- | ---------- | ---------- | -------- | ----------------- |
| 1 | Tongatapu | Nuku'alofa | 260        | 72 000   | Karta över Tonga. |
| 2 | Vava'u    | Neiafu     | 121        | 15 500   | Karta över Tonga. |
| 3 | Ha'apai   | Pangai     | 110        | 7 500    | Karta över Tonga. |
| 4 | 'Eua      | Ohonua     | 87         | 5 200    | Karta över Tonga. |
| 5 | Ongo Niua | Hihifo     | 72         | 1 700    | Karta över Tonga. |

## Distrikt
Tongatapu
- Kolofo'ou
- Kolomutu'a
- Kolovai
- Lapaha
- Nukunuku
- Tatakamotonga
- Vaini

Vava'u
- Hahake
- Hihifo
- Leimatu'a
- Motu
- Neiafu
- Pangaimotu

Ha'apai
- Foa
- Ha'ano
- Lulunga
- Mu'omu'a
- Pangai
- Uiha

'Eua
- 'Eua Fo'ou
- 'Eua Motu'a

Ongo Niua
- Niua Fo'ou
- Niua Toputapu